# Aphonopelma punzoi
Aphonopelma punzoi là một loài nhện trong họ Theraphosidae.
Loài này thuộc chi Aphonopelma. Aphonopelma punzoi được miêu tả năm 1995 bởi Smith.